# Bund Neudeutschland

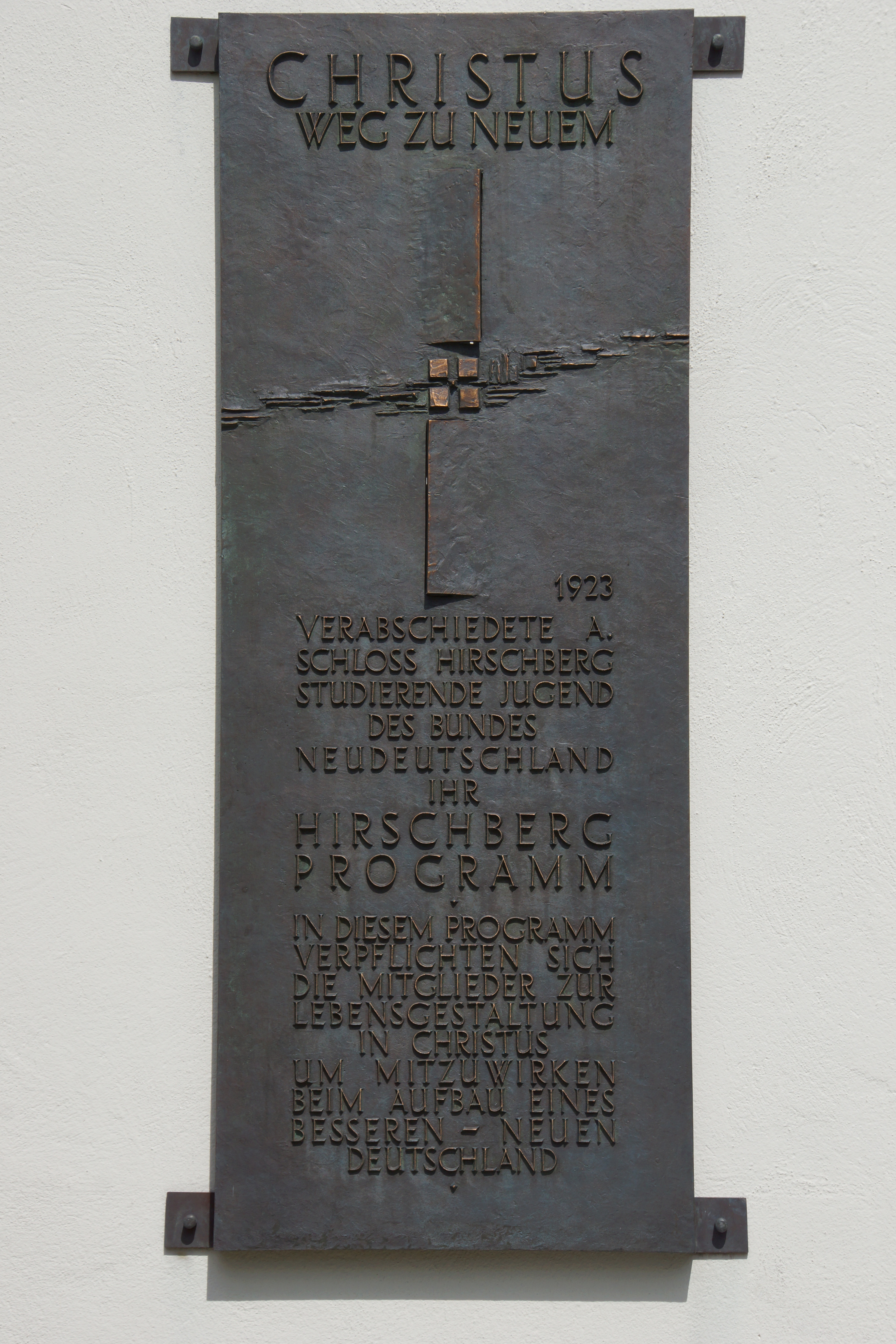
Plaque commémorative au château de Hirschberg à Beilngries

Le Bund Neudeutschland (ND, Nouvelle Allemagne) a été fondé en 1919 en tant qu' « Alliance du mouvement de la jeunesse catholique ». Ouvertement en conflit avec les HitlerJugend, dont elle ne partageait pas la vision et qui la harcela, cette organisation fut interdite en 1936 puis dissoute en 1939 par la Gestapo. Sous le IIIe Reich, certains membres  continuèrent leur action dans la plus grande discrétion. Après la Seconde Guerre mondiale, l'organisation se restructura notamment sous la forme du Neudeutscher Hochschulring (ND-HSR).
Après la Seconde Guerre mondiale, le Bund Neudeutschland s'est réorganisé : une association d'adultes fut créée, portant le nom de « Männerring » (Cercle des Hommes), devenu « Gemeinschaft Katholischer Männer und Frauen » (, KMF, Communauté des Hommes et Femmes Catholiques) pour enfin devenir le « ND — Christsein.heute » (Nouvelle Allemagne — Être Chrétien aujourd'hui).

## Histoire
Inspiré par le « bündischen Jugend » (Rassemblement de la Jeunesse) du XIXe siècle, le Bund Neu-Deutschland (ND - Alliance pour une Nouvelle Allemagne) a été fondé le 31 juillet 1919 à Cologne par les jésuites sous l'impulsion de l'archevêque de Cologne, le cardinal Felix von Hartmann (1851-11 novembre 1919), en tant qu' « association des élèves pour les  élèves des établissements d'enseignement catholiques » et ne comprenait initialement que des garçons. Von Hartmann estimait qu'un « patronage spirituel des élèves des écoles supérieures était crucial si l'on voulait réussir à conserver les personnes instruites au sein de l'Église ». Le cardinal Hartmann décéda peu après et le père jésuite Ludwig Esch (1883-1956) en fut la force motrice et figure centrale pendant des décennies.
Le nom « Neu-Deutschland » voulait exprimer la volonté de participer à l'élaboration d'une Allemagne nouvelle, meilleure et chrétienne, et s'inspirait fortement de la chevalerie médiévale. Il s'agissait d'inculquer à la Jeunesse la notion de Fraternité, et promouvoir les qualités de « naturel, simplicité, véracité, responsabilité personnelle, préservation de la communauté » comme moyens d'atteindre cet objectif. Au bout de six mois, l'association comptait déjà 10.000 membres.

En 1923, quatre ans après sa fondation, au château de Hirschberg dans l'Altmühltal, le Bund Neudeutschland se dote d'un programme fondamental, le « programme de Hirschberg », dans lequel ses objectifs sont clairement formulés. Son objectif est de « construire l'existence dans la voie du Christ » - à l'école ou/et à l'université, dans l'entreprise et l'Église, ce que la plaque commémorative ci-contre résume en ces termes :  
« Suivre la voie du Christ pour une nouvelle Vie. En 1923, la jeunesse étudiante de l'Alliance de la Nouvelle Allemagne a adopté son programme de Hirschberg au château de Hirschberg.
Dans ce programme, les membres s'engagent à mener une vie en (Harmonie avec celle du) Christ afin de participer à la construction d'une meilleure - Allemagne nouvelle. 
Le « programme Hirschberg » traduisait la volonté et les efforts dans la devise : « Neue Lebensgestaltung in Christus », mot à mot « Nouveau Façonnage de l'Existence en suivant la voie du Christ » ou de manière plus concise, « Suivre la voie du Christ pour [se] [construire] une nouvelle Existence ». La fondation sous la direction de l'Église devint une association dont les jeunes étaient les responsables, les prêtres étant désormais des accompagnateurs et non plus des dirigeants spirituels. Par ailleurs le programme Hirschberg contenait un refus clair et net des « Dérive(s) dans le développement de la jeunesse comme le fanatisme, le subjectivisme et le radicalisme ».
En 1923, cette approche réaliste de la montée des courants politiques extrêmes se heurta à l'opposition d'une partie des étudiants qualifiés de „Großneudeutsche“, « grands néo-allemands », militant pour que les  jeunes filles, uniquement représentées au sein de l'Union des étudiants, y soient admises et non isolées dans le Heliand-Bund prévu pour elles. Par conséquent, une partie importante des « Großneudeutsche » quitta le Bund Neudeutschland lors du congrès fédéral de l'été 1924 au château de Normannstein et fonda les « Normannsteiner » avec les filles et quelques groupes de jeunes.
Contrairement au Bund Neudeutschland, ce groupe défendait la position selon laquelle le mouvement de jeunesse était une fin en soi et que les questions d'organisation, comme par exemple la création d'une association, lui étaient subordonnées. Alfons Maria Lins, qui avait déjà participé à la fondation du Bund Neudeutschland, était le leader spirituel des Normannstein et rédacteur de leur bulletin Herrfahrt. Jusqu'à cette date, Lins était également rédacteur  du Leuchtturm, la revue de la ND.
Nouvelle Allemagne fut interdite officiellement en 1936 par le régime national-socialiste. À la montée d'Hitler au pouvoir, la Neudeutschland subit de nombreux affrontements avec la jeunesse hitlérienne qui leur reprochait de ne pas en faire partie.
Après la Seconde Guerre mondiale, le Nouvelle Allemagne se reconstitua et adopta une structure nouvelle - en plus d'un mouvement d'étudiants du secondaire, apparut un mouvements d'étudiants universitaires ainsi qu'un mouvement d'adultes. Les deux premiers entrèrent en contact avec la Jeunesse étudiante chrétienne française et adopta l'orientation de l'Action catholique spécialisée. Dans un second pas, en 1970 ils s'unirent avec le mouvement parallèle de jeunes filles, le Heliand, prenant le nom de « Katholische Studierende Jugend » (KSJ). La KSJ est aujourd'hui affiliée à la JEC Internationale 
Jusqu'en avril 2016, elle portait également le nom de « Gemeinschaft Katholischer Männer und Frauen » (KMF — Communauté des Hommes et Femmes Catholiques).

## Membres
- Willi Graf (1918-1943)
- Rainer Barzel (1924-2006)
- Heinz Bello (1920-1944)
- Stefan Vesper (* 1956)
- Franz Meyers (1908-2002)